# Bradley Woodward
Bradley Woodward (Kanwal, 5 de julio de 1998) es un deportista australiano que compite en natación y salvamento acuático.
Ganó dos medallas en el Campeonato Mundial de Natación, en los años 2023 y 2024.  Además, en salvamento acuático consiguió tres medallas en los Juegos Mundiales de 2017.

## Palmarés internacional
| Campeonato Mundial | Campeonato Mundial | Campeonato Mundial | Campeonato Mundial      |
| Año                | Lugar              | Medalla            | Prueba                  |
| ------------------ | ------------------ | ------------------ | ----------------------- |
| 2023               | Fukuoka (Japón)    | Medalla de bronce  | 4 × 100 m estilos       |
| 2024               | Doha (Catar)       | Medalla de plata   | 4 × 100 m estilos mixto |